# Africa is a Woman's Name
Africa is a Woman's Name es un documental de 2009 de la cineasta keniana Wanjiru Kinyanjui. Fue filmado por Transparent Productions y la productora Zimmedia y distribuida por Women Make Movies (WMM). Dirigido por Kinjanjui, Ingrid Sinclair y Bridget Pickering. Tiene una duración total de 88 minutos.

## Sinopsis
Protagonizada por tres mujeres, cada una de las cuales cuenta sus historias de vida: Amai Rose de Zimbabue es una mujer de negocios y ama de casa, Phuti Ragophala es una maestra y directora de escuela sudafricana, y Njoki Ndung'u es una política de Kenia, miembro del parlamento y abogada partidaria por los derechos humanos. Ellas expresan sus opiniones sobre lo que las mujeres y niños de culturas africanas necesitan para triunfar. El documental retrata una revolución femenina en el África de la época (finales de la década de 2000 y principios de la de 2010).